# Koninklijke Kunstkring van Leuven
De Koninklijke Kunstkring van Leuven (Franstalige benaming: Cercle Royal Artistique de Louvain) groepeerde een aantal Leuvense beeldende kunstenaars tijdens de eerste decennia van de 20ste eeuw.
Van deze vereniging maakten deel uit: kunstschilder Adolf Van Elstraete, kunstschilder René Dekeyser (1883-1936), etser Ferdinand Giele (1867-1929), kunstschilder Ernest Faut (1879-1961) en beeldhouwer Antoine Jorissen (1884-1962). Léon François Van Buyten (1878-1955), was bestuurslid van de genoemde kring en heeft in de jaren 1920 heel wat foto's van zijn medeleden, hun werken en hun tentoonstellingen genomen.
De werking van deze vereniging bestond voornamelijk uit het organiseren van groepstentoonstellingen.